# Flodoardo
Flodoardo de Reims (em latim: Flodoardus Remensis; 894–28 de março de 966) foi um cronista francês do século X.

## Biografia
Nascido em Épernay e educado na Escola Catedrática de Reims, fundada pelo arcebispo Fulk (m. 900). Como cônego de Reims e um dos favoritos dos arcebispos Herivaeus (m. 922) e Seulfus (m. 925), ocupou, ainda jovem, uma posição importante na corte do arcebispo, mas foi por duas vezes privado de seus benefícios por Herberto II, conde de Vermandois, por causa de sua teimosa oposição à eleição do jovem filho do conde à posição de arcebispo. Com o triunfo final do de Artoldo durante o Sínodo Universal de Ingelheim, Flodoardo tornou-se, por um tempo, seu principal conselheiro, mas se retirou para um mosteiro em 952 e dedicou o resto de seus anos à literatura e devoção.
Sua "História Eclesiástica de Reims" ("Historia Remensis Ecclesiae") é uma das mais notáveis do século X. Flodoardo foi encarregado dos arquivos episcopais e construiu sua história com textos originais, que ele geralmente copiava inteiro; os documentos da época de Incmaro são especialmente valiosos.
Os "Annales" ("Anais"), que Flodoardo escreveu anualmente de 919 até 966 é duplamente importante por conta da honestidade do autor e da posição central que ocupava Reims nos assuntos políticos da Europa na época.
As obras poéticas de Flodoardo também são muito importantes do ponto de vista histórico. O longo poema celebrando o triunfo de Cristo e seus santos foi inspirado pelas graças dedicadas a ele pelo papa Leão VII, que ele visitou em Roma. Depois, Flodoardo escreveu uma obra com quatorze livros dedicada à história dos papas.
A obra completa de Flodoardo foi publicada por Migne no volume 135 da Patrologia Latina; uma edição mais moderna dos "Annales" foi editada por Philippe Lauer (Paris, 1906). Para bibliografia, veja Auguste Molinier, Sources de l'histoire de France (No. 932).

## Edições e traduções
- Annales
  - Philippe Lauer (ed.), Les Annales de Flodoard. Collection des textes pour servir à l'étude et à l'enseignement de l'histoire 39. Paris: Picard, 1905. Disponível no Internet Archive e no Google Books (em latim, com introdução e notas em francês)
  - Pertz, Georg Heinrich (ed.). Annales, chronica et historiae aevi Saxonici. MGH Scriptores 3. Hanover, 1839. 363-408. Online na Digital MGH
  - Flodoardo.  Migne, ed. Patrologia Latina 🔗 (PDF). Opera Omnia (em latim). 135. [S.l.: s.n.]
  - Steven Fanning e Bernard Bachrach (trad.), The Annals of Flodoard of Reims, 919-966.  Readings in Medieval Civilizations and Cultures 9. Broadview Press, 2004. ISBN 1-55111-650-2.
  - Guizot, M (tr.). Siège de Paris par les Normands, poème d'Abbon [etc.]. Collection des Mémoires relatifs a l'Histoire de France. Paris, 1824. 69-162. Disponível na Gallica

- Historia Remensis ecclesiae[1]
  - Martina Stratmann (ed.). Die Geschichte der Reimser Kirche Flodoardus Remensis. MGH Scriptores 36. Hanover, 1998. Disponível na Digital MGH
  - Heller, J. e G. Waitz (eds.). MGH Scriptores 13. Supplementa tomorum I-XII, pars I. 405-599. Disponível na Digital MGH
  - Flodoardo.  Migne, ed. Patrologia Latina 🔗. Opera Omnia (em latim). 135. [S.l.: s.n.]
  - Lejeune, M. (trad.). Flodoardi Historia remensis ecclesiæ. Histoire de l'église de Reims. Reims, 1854-5. Disponível no Google Books.
  - Guizot, M (trad.). Histoire de l'Église de Rheims. Collection des Mémoires relatifs a l'Histoire de France. Paris, 1824. Disponível na Gallica

- Três poemas conhecidos coletivamente como "De Triumphis Christi": "De triumphis Christi sanctorumque Palaestinae", "De triumphis Christi Antiochiae gestis", "De triumphis Christi apud Italiam"
  - Flodoardo.  Migne, ed. Patrologia Latina 🔗. Opera Omnia (em latim). 135. [S.l.: s.n.]